# Deloneura
Deloneura is een geslacht van vlinders van de familie Lycaenidae, uit de onderfamilie Poritiinae.

## Soorten
- D. barca (Grose-Smith, 1901)
- D. dondoensis Pennington
- D. immaculata Trimen, 1868
- D. innesi van Son, 1949
- D. marginata Plötz, 1880
- D. millari Trimen, 1906
- D. sheppardi Stevenson, 1934
- D. subfusca Hawker-Smith, 1933